# (2947) Kippenhahn
(2947) Kippenhahn es un asteroide perteneciente al cinturón de asteroides, descubierto el 22 de agosto de 1955 por Ingrid van Houten-Groeneveld desde el Observatorio de Heidelberg-Königstuhl, Alemania.

## Designación y nombre
Designado provisionalmente como 1955 QP1. Fue nombrado Kippenhahn en honor al astrofísico alemán Rudolf Kippenhahn.